# Dorsala Atlantică

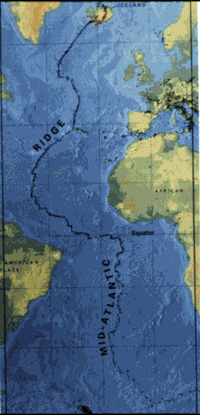
Localizarea Dorsalei Atlantice

Dorsala Atlantică este o creastă situată de-a lungul fundului oceanului Atlantic, formând cel mai lung lanț muntos submarin  din lume.

## Geografia

Dorsala Atlantică a contribuit la destrămarea Pangeei, destrămarea a început acum aproximativ 180 de milioane de ani.

Dorsala Atlantică separă Placa Eurasiatică de placa Americii de Nord în Atlanticul de Nord, și Placa Africană de Placa Americii de Sud în Atlanticul de Sud. Dorsala se extinde de la intersecția cu Dorsala Gakkel (Dorsala Ocaenului Arctic) la nord-est de Groenlanda spre miazăzi până la "Bouvet Triple Junction" în Atlanticul de Sud. Deși Dorsala Atlantică are în cea mai mare parte o caracteristică subacvatică, porțiuni ale acesteia au o elevație suficientă pentru a se extinde deasupra nivelului mării. Secțiunea din dorsală care include insula Islanda este, de asemenea, cunoscută ca "Dorsala Reykjanes".

## Descoperirea

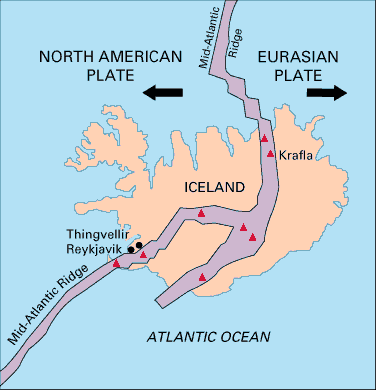
Dorsala Atlantică în Islanda

O dorsală sub Oceanul Atlantic a fost prima dată dedusă de Matthew Fontaine Maury în 1850. Dorsala fost descoperită în timpul expediției navei HMS Challenger în 1872. O echipă de cercetători de la bord, condusă de Charles Thomson Wyville, a descoperit o denivelare mare în mijlocul Atlanticului în timp ce investiga viitoarea locație pentru un cablu de telegraf transatlantic. Existența unei astfel de denivelări a fost confirmată de sonar în 1925 și s-a descoperit că se extindea în jurul Capului Bunei Speranțe în Oceanul Indian, această descoperire a fost făcută de expediția germană Meteor.
În anii 1950, cartografierea fundului oceanului Pământului, de Bruce Heezen, Ewing Maurice, Tharp Marie și alții, a dezvăluit că Dorsala Atlantică avea văi și creste ciudate, cu valea sa centrală foarte activă din punct de vedere seismologic. Ewing și Heezen au descoperit că dorsala face parte dintr-un sistem de 40.000 de km lungime (în esență, continuu) care se întinde pe fundul tuturor oceanelor. Descoperirea acestui sistem de dorsale la nivel mondial a dus la teoria că fundul mării se deplasează și la acceptarea generală a teoriei lui Wegener de derivă a continentelor și de expansiune a plăcilor tectonice.

## Caracteristici notabile de-a lungul dorsalei
Dorsala include un rift adânc, care se află de-a lungul axei dorsalei (aproape întreaga lungime). Acest rift marchează limita dintre plăcile tectonice adiacente, unde magma din manta ajunge la fundul mării, erupe ca lavă și produce material nou pentru plăci.
În apropiere de Ecuator, dorsala este împărțită în Dorsala Atlanticului de Nord și Dorsala Atlanticului de Sud de către Groapa Romanche, un șanț submarin îngust, cu o adâncime maximă de 7758 m, unul dintre cele mai adânci locuri ale Oceanului Atlantic. Acest șanț, cu toate acestea, nu este considerat ca fiind granița dintre Nord și Sud a plăcilor americane, nici a plăcilor Eurasia și Africa.

## Insulele Dorsalei Atlantice

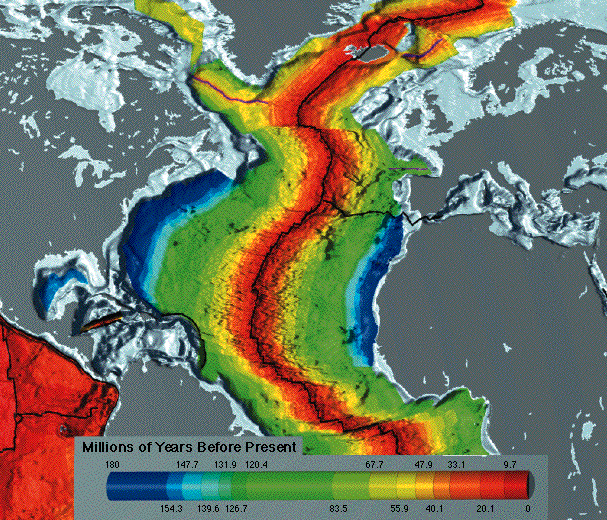
Reprezentarea Dorsalei Atlantice, culoarea roșie indică cele mai tinere roci

Insulele, de la nord la sud, cu cele mai înalte vârfuri ale lor și locația, sunt:
Emisfera nordică:
1. Insula Jan Mayen (Beerenberg, 2277 m (la 71° 06' N, 08° 12' V), în Oceanul Arctic
2. Islanda (Hvannadalshnúkur în Vatnajökull, 2109,6 m (la 64° 01' N, 16° 41' V), prin care trece dorsala
3. Azore (Ponta do Pico sau Pico Alto, pe Insula Pico, 2351 m, (la 38°28′0″N 28°24′0″V / 38.46667°N 28.40000°V)
4. Insulele Bermude (Town Hill, 76 m (la 32° 18′ N, 64° 47′ V) (Insulele Bermude s-au format pe dorsală dar acum sunt considerate ca fiind la vest de ea)
5. Arhipelagul Sfântul Petru și Paul (22,5 m, la 00°55′08″N 29°20′35″V / 0.91889°N 29.34306°V)

Emisfera sudică:
1. Ascension (Muntele Green, 859 m, la 7° 59' S, 14° 25' V)
2. Tristan da Cunha (Piscul Queen Mary, 2062 m, la 37° 05' S, 12° 17' V)
3. Insula Gough (Piscul Edinburgh, 909 m, la 40° 20' S, 10° 00' V)
4. Insula Bouvet (Olavtoppen, 780 m, la 54° 24' S, 03° 21' E)

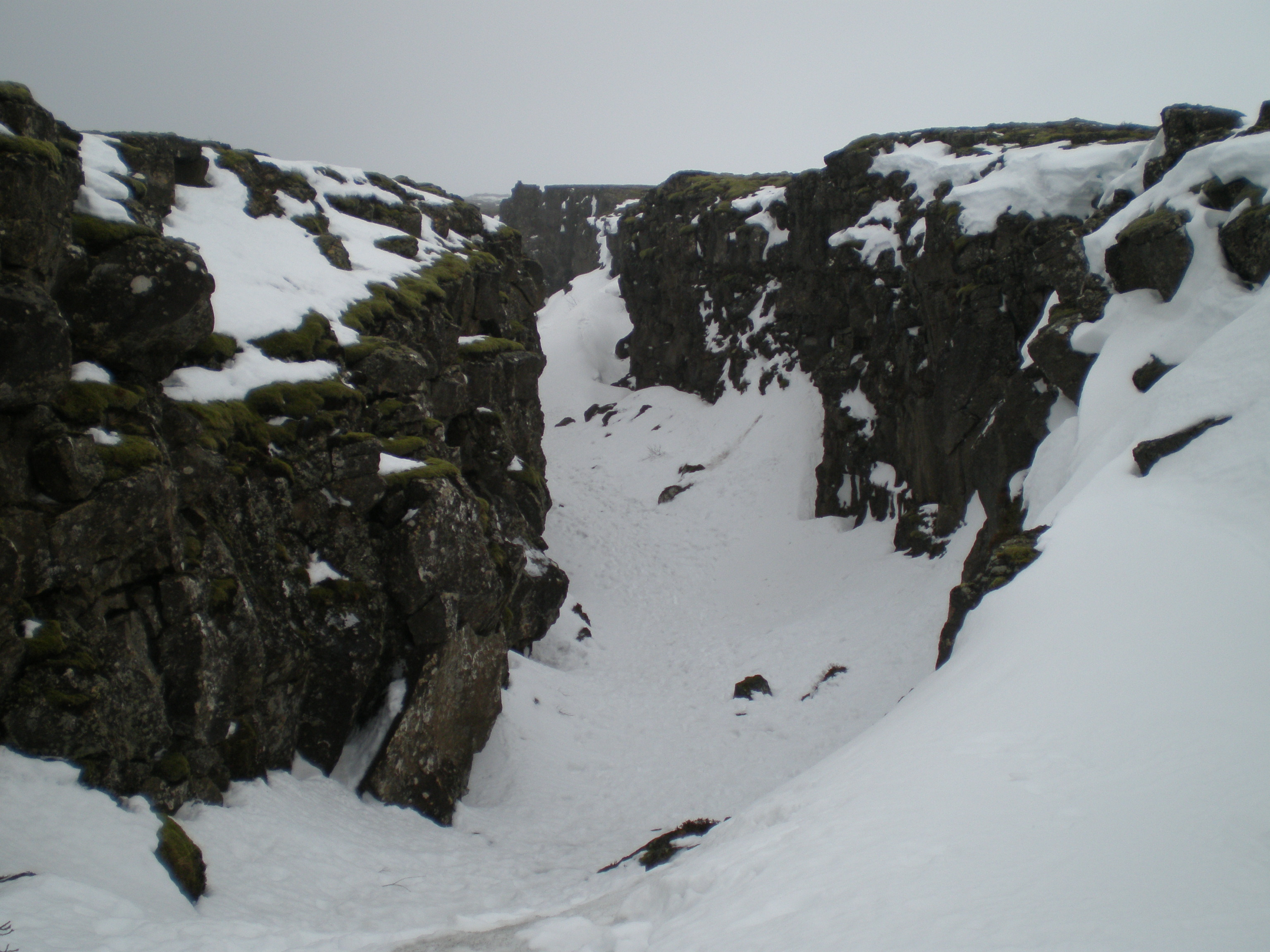
O fisură de-a lungul Dorsalei Atlantice în Islanda

## Geologie
Dorsala se află deasupra unei caracteristici geologice cunoscută ca Mid-Atlantic Rise, care este o umflătură progresivă. Această umflătură, este considerată a fi cauzată de forțele convective din astenosferă care împing în sus scoarța oceanică și litosfera.
Această limită divergentă s-a format prima dată în perioada Triasicului. Dovezi ale dorsalei atlantice ancestrale sunt văile fluviilor mari din Americi și Africa (inclusiv Fluviul Mississippi, fluviul Amazon și Niger).
Dorsala este la aproximativ 2500 de metri sub nivelul mării, în timp ce flancul său este de aproximativ la 5000 de metri sub nivelul mării.
Bazinul Fundy pe coasta atlantică a Americii de Nord între New Brunswick și Nova Scoția în Canada este o dovadă a dorsalei atlantice ancestrale.